# Àtal (diàdoc)
Àtal (grec antic: Ἄτταλος, llatí: Attalus) fou un general macedoni al servei d'Alexandre el Gran. Fill d'Andròmenes d'Estimfea, fou acusat pels seus germans Amintes i Símmies de preparar un complot junt amb Filotes (330 aC). Els tres foren detinguts però foren absolts.
El 328 aC fou deixat amb el comandament de les forces de Bactriana juntament amb Polipercó i algun altre general, mentre Alexandre marxava contra els sogdians. Després va acompanyar a Alexandre a l'Índia. A la darrera malaltia del rei el 323 aC fou un dels set oficials que va passar la nit al temple de Serapis de Babilònia per estudiar com Alexandre podia ser portat al temple com un deu.
Després de la mort del rei es va unir a Perdicas d'Orèstia, amb la germana del qual, Atalante, estava casat. Va acompanyar a Perdicas a Egipte i va tenir el comandament de la flota. Perdicas va morir el 321 aC. Els seus lleials foren condemnats a mort per l'exèrcit i Atalante, que era allí, fou executada immediatament, però Àtal, que era amb la flota a Pelúsion, es va poder escapar i va desembarcar a Tir on hi havia els tresors de Perdicas. El tresor estava molt reduït (uns 800 talents) i Àtal els va donar a Arquelau, governador de la ciutat, i a canvi va rebre deu mil soldats i 800 cavalls; durant un temps va romandre a Tir per reagrupar als partidaris de Perdicas, però després, en lloc d'unir-se a Àlcetes, el germà de Perdicas, es va dedicar a atacar la costa de Cilícia per mar, amb la seva flota, i es va enfrontar amb els rodis, essent totalment derrotat; les restes del seu exèrcit es van unir a Àlcetes, però les forces unides foren derrotades a Psídia per Antígon el borni.
Àlcetes va poder fugir però Àtal i altres oficials foren fets presoners (320 aC). El 317 aC, després de tres anys de captivitat, van subornar als guardians, i es van apoderar del castell on estaven tancats però abans de poder sortir, el castell fou rodejat per les forces militars de la rodalia. Van quedar assetjats durant un any i quatre mesos fins que es van haver de rendir. La seva sort final és desconeguda però probablement va morir en la lluita.